# 港鐵巴士K73P綫
港鐵巴士K73P綫是香港一條已停辦、由港鐵巴士營運的西鐵綫及輕鐵接駁巴士綫，提供天逸邨逸潭樓單向往元朗東之服務。本綫的用車是由冠忠巴士借予港鐵巴士。

## 歷史
- 2006年10月9日：投入服務，袛於星期一至五早上提供服務，主要是輔助K73，同時填補輕鐵761縮短後，天水圍北往元朗東的需求。[2]
- 2010年8月23日：配合第四代輕鐵車輛新列車1117、1118於761P線投入服務，本線及輕鐵761P線的天榮特別班次取消。

### 多次取消
本路線曾經產生多次取消的問題，第一次取消是2007年1月頭，九鐵以本綫的開辦原意失去為由，但遭到區議員反對；而第二次取消是2007年7月中，九鐵以暑假學生不用上課原意取消，但都遭區議員反對。最終九鐵決定把這路線開辦至2008年12月31日為止。隨著兩鐵已經合併，新的港鐵公司暫無理會。
直至2009年8月，西鐵綫伸延至紅磡，港鐵提出取消A73線、本線及輕鐵761P線的天榮特別班次，受區議員嚴重反對，但由於506線需伸延路線及加密班次，A73必須取消，但行動由直接取消改為需要逐步進行（先於2009年10月削減服務，再於11月取消），至於本線及輕鐵761P的天榮特別班次則被保留。
港鐵以第四代輕鐵車輛投入服務為由，建議於2010年8月23日取消本線，由K73線於平日早上在天晴(近香港李兆基書院)開出四班特別車代替，但是乘客如果前往元朗東需要轉乘K74，為了保持本線原有服務，該批特別班次不會途經朗屏邨，但不往元朗東。

## 服務時間
- 0700-0900：10分鐘一班
  - 星期六、日及公眾假期暫停服務

## 收費
- 全程收費：$3.70(小童／長者：$1.80)
  - 不設任何轉乘優惠。
  - 不設「學生身分」／「殘疾人士身分」個人八達通特惠車費優惠。
  - 持屯門－紅磡全月通、屯門－南昌全月通、屯門－南昌全日通或機場快綫旅遊票的乘客均須繳付正價車費。
  - 2010年6月13日港鐵巴士調整票價，因本線由冠忠巴士負責收取車費，車資因而未有作出調整。

## 途經街道
- 天瑞路，天華路，天葵路，天龍路，天城路，天福路，朗天路，宏達路，媽橫路，青山公路，朗日路及朗樂路。

## 沿途各站
| 港鐵巴士K73P綫（天逸邨逸潭樓→元朗東） | 港鐵巴士K73P綫（天逸邨逸潭樓→元朗東） | 港鐵巴士K73P綫（天逸邨逸潭樓→元朗東） | 港鐵巴士K73P綫（天逸邨逸潭樓→元朗東） | 港鐵巴士K73P綫（天逸邨逸潭樓→元朗東） |
| 序號                                  | 地區                                  | 街道                                  | 車站名稱                              | 備註                                  |
| ------------------------------------- | ------------------------------------- | ------------------------------------- | ------------------------------------- | ------------------------------------- |
| 1                                     | 天水圍                                | 天瑞路                                | 天逸邨逸潭樓                          |                                       |
| 2                                     | 天水圍                                | 天瑞路                                | 天富苑欣富閣                          |                                       |
| 3                                     | 天水圍                                | 天華路                                | 天悅邨                                |                                       |
| 4                                     | 天水圍                                | 天葵路                                | 美湖居                                |                                       |
| 5                                     | 天水圍                                | 天城路                                | 景湖居                                |                                       |
| 6                                     | 元朗市                                | 青山公路－屏山段                      | 水邊圍邨                              |                                       |
| 7                                     | 元朗市                                | 青山公路－元朗段                      | 元朗廣場                              |                                       |
| 8                                     | 元朗市                                | 青山公路－元朗段                      | 同樂街                                |                                       |
| 9                                     | 元朗市                                | 青山公路－元朗段                      | 谷亭街                                |                                       |
| 10                                    | 元朗市                                |                                       | 元朗東                                |                                       |
| 此路綫不設任何轉乘優惠。              |                                       |                                       |                                       |                                       |